# Ziapelta sanjuanensis
Ziapelta sanjuanensis es la única especie conocida del género extinto Ziapelta de dinosaurio tireóforo anquilosáurido, que vivió a finales del período Cretácico, entre 74,5 a 72,5 millones de años durante el Campaniense, en lo que es hoy Norteamérica.

## Descripción

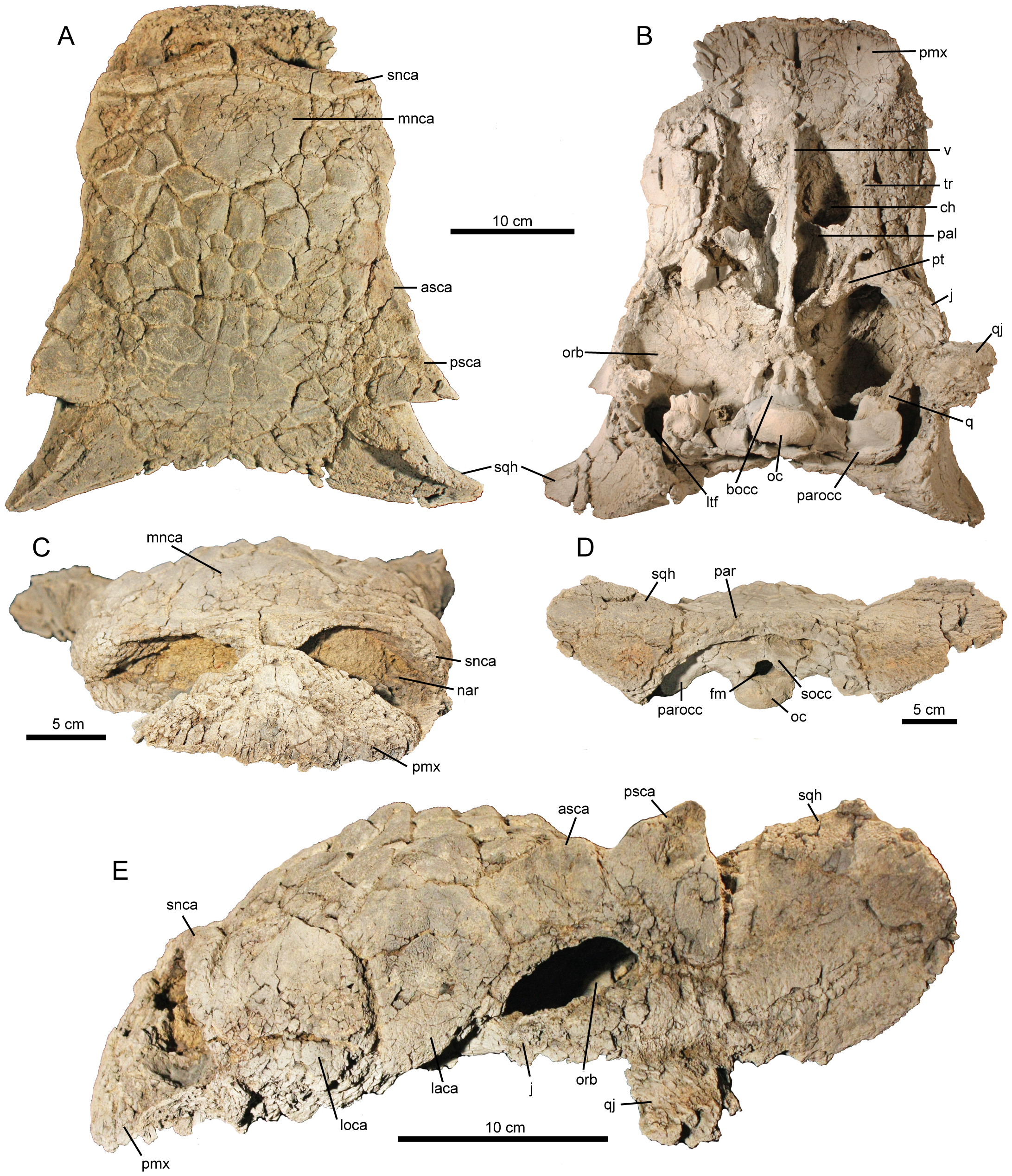
Fósiles del cráneo.

Era de gran tamaño, los individuos medían entre 4,6 y 6,1 metros de largo, dependiendo de si el holotipo era adulto. Era cuadrúpedo, de cuerpo ancho y robusto. La parte delantera de las mandíbulas estaba cubierta por un pico, con hileras de pequeños dientes en forma de hoja más atrás. Lo más probable es que estuviera cubierto de placas de armadura u osteodermos y tenía medios anillos óseos que cubrían el cuello. Se cree que Ziapelta podría haber tenido un gran garrote al final de la cola, aunque este garrote no se ha encontrado fosilizado. Los huesos del cráneo y otras partes del cuerpo se fusionaron, aumentando así su fuerza.
Z. sanjuanensis muestra tres características únicas derivadas o autapomorfias. La placa ósea media del hocico, denominada caputegula, era grande, prominente y de forma aproximadamente triangular. Ziapelta tenía cuernos escamosales altos y curvados anteriormente, que medían 10,2 centímetros desde la base a la punta. La parte posterior del cráneo presentaba tres profundos surcos.
De la Formación Kirtland se conoce un segundo anquilosaurio a partir de restos limitados, Nodocephalosaurus. Ziapelta difiere de Nodocephalosaurus en varios rasgos. El borde de los cuernos escamosos es más nítido. Las puntas de estos cuernos están más curvadas hacia el frente que hacia abajo. Los picos de osteodermo por encima de las cuencas de los ojos son más nítidos. Las caputegula son de forma más irregular, en el mejor de los casos ligeramente convexas en lugar de cónicas, tienen un contorno más rectangular, en lugar de redondeado, y están separadas por surcos más profundos.
Los cuernos de la parte posterior del cráneo eran gruesos y curvados.  La zona anteorbital del cráneo era convexa, y el premaxilar eran ancho y cuadrado, y cubierto con ornamentación craneal. Los maxilares medían 11.9 centímetros de longitud y contenían 18 dientes de cada lado. Los osteodermos de los medios anillos cervicales variaban entre 2,4 a 10,9 centímetros de altura.

### Cráneo
El cráneo tiene una longitud de unos 44 centímetros. No tiene constricción delante de las cuencas de los ojos y su punto más ancho está formado por los cuernos escamosos en las esquinas traseras superiores. El cráneo es bastante plano y esto se debe solo en pequeña medida a la compresión del fósil. La porción anteorbitaria del cráneo era ligeramente convexa, y los premaxilares eran anchos y cuadrados, y estaban cubiertos por una ornamentación craneal bastante plana. Los vestíbulos nasales están orientados hacia el frente y tienen forma de óvalos planos. Las caputegula centrales del hocico es excepcionalmente grande, cubriendo aproximadamente la mitad del ancho del hocico, mientras que en otras especies que poseen tal estructura es como máximo el 40%. También es triangular en lugar de hexagonal, que es la forma habitual. Detrás de esta placa central, filas de caputegulas más pequeñas corren hacia atrás, tienen un diámetro de unos tres centímetros cada una y son rectangulares, pentagonales o hexagonales. Los maxilares , las mandíbulas superiores, medían 11,9 centímetros de largo y contenían unos dieciocho dientes pequeños a cada lado. El exterior del maxilar estaba cubierto por un gran osteodermo loreal, superpuesto al borde del hocico. Una gran placa lagrimal está presente detrás de este hueso. El borde sobre la cuenca del ojo tiene dos osteodermos, cada uno formando un pico separado como en los anquilosáuridos asiáticos. El borde posterior del cráneo está adornado por pequeños osteodermos, orientados un poco hacia la línea media y aumentando gradualmente de tamaño hacia el exterior del cráneo. Los cuernos escamosos en las esquinas posteriores del cráneo eran muy altos, gruesos y curvados hacia adelante. Se desconoce la forma de los cuernos de las mejillas debido al daño infligido durante el proceso de fosilización.
En la parte posterior del cráneo, los procesos paroccipital se fusionan con los cuadrados. El contacto con el cuello, el cóndilo occipital , tiene forma de riñón con una superficie lisa rodeada por un surco. En Ziapelta, los huesos de los lados posteriores superiores del cráneo, los exoccipitales, no contribuyen a este cóndilo que está completamente formado por el basioccipital, el elemento inferior de la caja craneal posterior. Más abajo, este basioccipital muestra tres profundos surcos paralelos, bordeados por cuatro bordes. El surco medio tiene la apertura del foramen basioccipital . Al frente, el basioccipital contacta con el basiofenoide triangular de la parte inferior de la caja craneana. Los dos elementos no están completamente fusionados, pero en una vista lateral muestran una clara sutura, corriendo oblicuamente hacia abajo.
En la parte inferior del cráneo, los premaxilares frontales emparejados forman un paladar secundario óseo, con una superficie cóncava. Cada praemaxilla está perforado por dos forámenes. Ambos elementos están en la punta del hocico separados por un espacio, terminando unos treinta y cinco milímetros por delante de la punta de los vómers angostos y planos en la línea media. Detrás de los premaxilares, las alas internas de los maxilares forman los bordes de las coanas , las fosas nasales internas. En la parte posterior de los vómers, se ubican huesos palatinos triangulares. Estos no están perforados por grandes fenestras, aunque hay una depresión triangular en la parte inferior.

### Osteodermos
El cuerpo de Ziapelta estaba protegido por osteodermos, escudos de hueso que se asientan dentro de la piel. Además de los osteodermos que forman parte del cráneo, había dos semianillos cervicales para proteger la parte superior del cuello y probablemente hileras de escudos ovalados a lo largo de la espalda y los lados del torso; estos últimos solo se conocen como especímenes separados. Todos los osteodermos encontrados tienen una superficie que está densamente picada pero carece de venas.
Los medios anillos cervicales de los anquilosáuridos normalmente consistían en seis segmentos fusionados cada uno, que estaban emparejados por lado. Uno en la parte superior, un segundo segmento en el lado superior y un tercero en el lado inferior. Estos segmentos se fusionaron con un anillo óseo continuo subyacente. En Ziapelta, los segmentos consistían en osteodermos que estaban entre una forma ovalada y rectangular. Estos osteodermos estaban quillados, presentando un alto filo de corte. Los osteodermos tenían entre 146 y 169 milímetros de largo, entre 58 y 104 milímetros de ancho y sus quillas variaban entre 2,4 centímetros y 10,9 centímetros de alto. Donde los segmentos medios se tocaban entre sí en la línea media, había una fila punteada irregular de pequeños osteodermos "intersticiales" en forma de trapecio dentro de la sutura.. En la parte anterior de la sutura del primer medio anillo cervical sobresalía un pequeño osteodermo intersticial en forma de cono. Dichos elementos intersticiales estaban ausentes con los segmentos laterales.
El espécimen NMMNH P-66930, un primer medio anillo cervical, compartía varios rasgos con su homólogo del holotipo, quillas altas y estrechas, osteodermos intersticiales en el medio y un osteodermo lateral inferior que no envuelve el borde inferior. Por lo tanto, se refirió a Z. sanjuanensis.
Se han descubierto varios osteodermos desconectados. Uno de estos podría haber sido originalmente parte de un medio anillo. Se vio que un segundo se originaba en la región pectoral superior del seno. Un tercero, que medía 118 por 68 milímetros, tenía una quilla estrecha y la forma de aleta de tiburón típica de las púas laterales de los anquilosáuridos y, por lo tanto, se identificó como un osteodermo lateral de la rabadilla. También se descubrieron unos pequeños huesecillos, escudos redondos de entre dos y cuatro centímetros de sección transversal, de forma cónica o plana y con una superficie picada. No se puede determinar su posición original.

## Descubrimiento e investigación

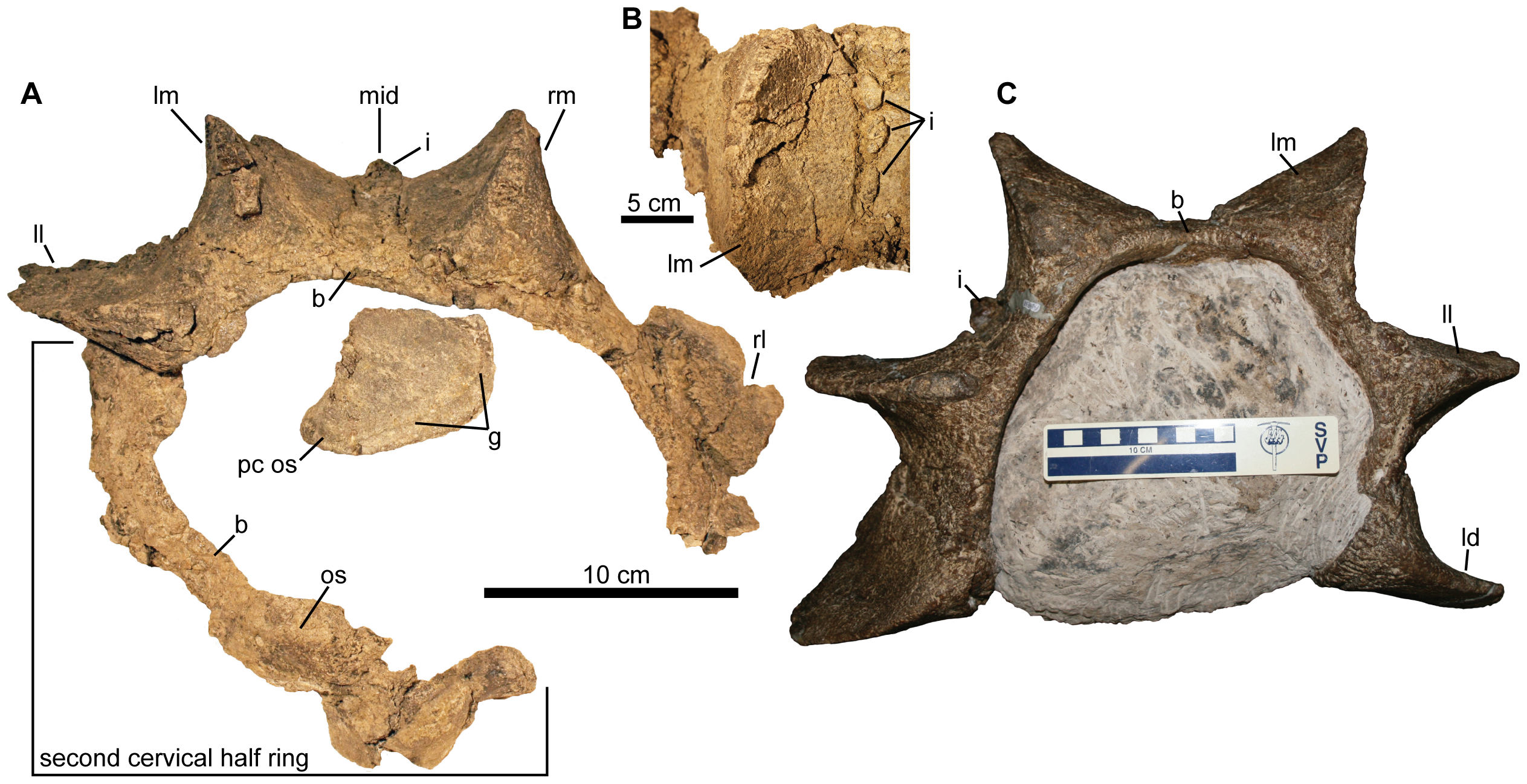
Tres medios anillos óseos cervicales.

Una expedición del Museo de Historia Natural y Ciencia de Nuevo México y el Museo Estatal de Pensilvania, liderada por Robert Michael Sullivan, descubrió una serie de fósiles de Z. sanjuanensis en la formación Kirtland en 2011. Los especímenes fueron hallados en los Miembros Hunter Wash y De-na-zin de la formación en la reserva Bisti/De-Na-Zin en Nuevo México. Z. sanjuanensis fue identificado como una nueva especie a partir de algunos fósiles incluyendo al espécimen holotipo NMMNH P-64484 hallado en el Miembro De-na-zin y consiste en un cráneo completo carente de las mandíbulas, partes de los dos primeros anillos cervicales, y una serie de osteodermos parciales; y el espécimen referido NMMNH P-66930 del más antiguo Miembro Hunter Wash, consistente en un primer medio anillo cervical. Mediante la datación con argón de las capas de ceniza, la edad del cráneo holotipo se ha determinado entre 72,98 y 72,62 millones de años, durante el Campaniense tardío. Inicialmente fue preparado por Amanda K. Cantrell y Thomas L. Suazo; más tarde por Larry Rinehart.
En 2014 Victoria Arbour, Michael Burns, Robert Sullivan, Spencer Lucas, Amanda Cantrell, Joshua Fry y Thomas Suazo nombraron a la especie tipo Ziapelta sanjuanensis. El nombre del género, Ziapelta, se debe al símbolo solar de los Zía, una imagen religiosa de este pueblo indígena y un elemento de la bandera de Nuevo México, y la palabra griega pelta por "escudo", que se refiere a los osteodermos propios de los anquilosáuridos. El nombre de la especie, Z. sanjuanensis, proviene del Condado de San Juan (Nuevo México), en donde sus fósiles fueron encontrados.

## Clasificación

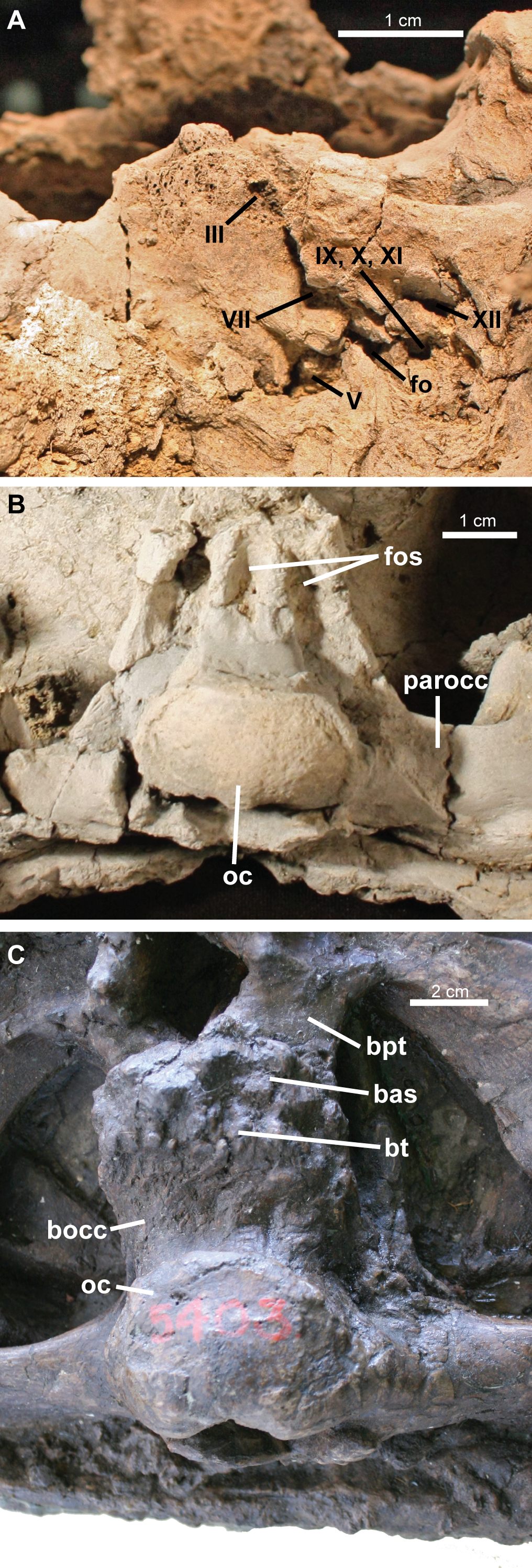
Detalles del cráneo.

Ziapelta fue situado en la familia Ankylosauridae, como un posible pariente cercano de Scolosaurus de Canadá, siendo su especie hermana en varios de los árboles evolutivos presentados por el análisis cladístico que formaba parte del documento descriptivo. Por lo tanto, era parte de un clado que también contenía otros anquilosáuridos americanos. Sin embargo no estaba en cambio emparentado cercanamente con Nodocephalosaurus, el cual vivió por la misma época y área geográfica. Este último se recuperó como pariente de los anquilosáuridos de Asia oriental. Sin embargo, los autores indicaron que un árbol alternativo en el que Ziapelta y Nodocephalosaurus se vieron obligados a ser especies hermanas fue solo un paso evolutivo más largo, es decir, requirió la presencia de un solo rasgo compartido adicional y, por lo tanto, solo un poco menos probable.
Dado que Ziapelta y otros anquilosáuridos norteamericanos del Cretácico superior se agrupan con géneros asiáticos, en una tribu que los autores denominaron Ankylosaurini , Arbor y Currie sugirieron que los anquilosáuridos norteamericanos anteriores se habían extinguido a finales del Albiense o Cenomaniense del Cretácico Medio. Proponen que los anquilosáuridos posteriormente recolonizaron América del Norte desde Asia durante las edades del Campaniense o Turoniense del Cretácico Superior, y allí se diversificaron una vez más, dando lugar a géneros como Euoplocephalus, Scolosaurus y Ziapelta.

### Filogenia
El siguiente cladograma se basa en un análisis filogenético de Ankylosaurinae de 2015 realizado por Arbor y Currie.
|  | Saichania                                              |
|  |                                                        |
|  | \| \| Tarchia \| \| \| \| \| \| Zaraapelta \| \| \| \| |
|  |                                                        |
|  | Tarchia                                                |
|  |                                                        |
|  | Zaraapelta                                             |
|  |                                                        |

|  | Tarchia    |
|  |            |
|  | Zaraapelta |
|  |            |

|  | Talarurus         |
|  |                   |
|  | Nodocephalosaurus |
|  |                   |

|  | Ankylosaurus   |
|  |                |
|  | Anodontosaurus |
|  |                |

|  | Scolosaurus |
|  |             |
|  | Ziapelta    |
|  |             |

|  | Ankylosaurus   |
|  |                |
|  | Anodontosaurus |
|  |                |

|  | Scolosaurus |
|  |             |
|  | Ziapelta    |
|  |             |

|  | Talarurus         |
|  |                   |
|  | Nodocephalosaurus |
|  |                   |

|  | Ankylosaurus   |
|  |                |
|  | Anodontosaurus |
|  |                |

|  | Scolosaurus |
|  |             |
|  | Ziapelta    |
|  |             |

|  | Ankylosaurus   |
|  |                |
|  | Anodontosaurus |
|  |                |

|  | Scolosaurus |
|  |             |
|  | Ziapelta    |
|  |             |

|  | Talarurus         |
|  |                   |
|  | Nodocephalosaurus |
|  |                   |

|  | Ankylosaurus   |
|  |                |
|  | Anodontosaurus |
|  |                |

|  | Scolosaurus |
|  |             |
|  | Ziapelta    |
|  |             |

|  | Ankylosaurus   |
|  |                |
|  | Anodontosaurus |
|  |                |

|  | Scolosaurus |
|  |             |
|  | Ziapelta    |
|  |             |

|  | Talarurus         |
|  |                   |
|  | Nodocephalosaurus |
|  |                   |

|  | Ankylosaurus   |
|  |                |
|  | Anodontosaurus |
|  |                |

|  | Scolosaurus |
|  |             |
|  | Ziapelta    |
|  |             |

|  | Ankylosaurus   |
|  |                |
|  | Anodontosaurus |
|  |                |

|  | Scolosaurus |
|  |             |
|  | Ziapelta    |
|  |             |

|  | Saichania                                              |
|  |                                                        |
|  | \| \| Tarchia \| \| \| \| \| \| Zaraapelta \| \| \| \| |
|  |                                                        |
|  | Tarchia                                                |
|  |                                                        |
|  | Zaraapelta                                             |
|  |                                                        |

|  | Tarchia    |
|  |            |
|  | Zaraapelta |
|  |            |

|  | Talarurus         |
|  |                   |
|  | Nodocephalosaurus |
|  |                   |

|  | Ankylosaurus   |
|  |                |
|  | Anodontosaurus |
|  |                |

|  | Scolosaurus |
|  |             |
|  | Ziapelta    |
|  |             |

|  | Ankylosaurus   |
|  |                |
|  | Anodontosaurus |
|  |                |

|  | Scolosaurus |
|  |             |
|  | Ziapelta    |
|  |             |

|  | Talarurus         |
|  |                   |
|  | Nodocephalosaurus |
|  |                   |

|  | Ankylosaurus   |
|  |                |
|  | Anodontosaurus |
|  |                |

|  | Scolosaurus |
|  |             |
|  | Ziapelta    |
|  |             |

|  | Ankylosaurus   |
|  |                |
|  | Anodontosaurus |
|  |                |

|  | Scolosaurus |
|  |             |
|  | Ziapelta    |
|  |             |

|  | Talarurus         |
|  |                   |
|  | Nodocephalosaurus |
|  |                   |

|  | Ankylosaurus   |
|  |                |
|  | Anodontosaurus |
|  |                |

|  | Scolosaurus |
|  |             |
|  | Ziapelta    |
|  |             |

|  | Ankylosaurus   |
|  |                |
|  | Anodontosaurus |
|  |                |

|  | Scolosaurus |
|  |             |
|  | Ziapelta    |
|  |             |

|  | Talarurus         |
|  |                   |
|  | Nodocephalosaurus |
|  |                   |

|  | Ankylosaurus   |
|  |                |
|  | Anodontosaurus |
|  |                |

|  | Scolosaurus |
|  |             |
|  | Ziapelta    |
|  |             |

|  | Ankylosaurus   |
|  |                |
|  | Anodontosaurus |
|  |                |

|  | Scolosaurus |
|  |             |
|  | Ziapelta    |
|  |             |

|  | Saichania                                              |
|  |                                                        |
|  | \| \| Tarchia \| \| \| \| \| \| Zaraapelta \| \| \| \| |
|  |                                                        |
|  | Tarchia                                                |
|  |                                                        |
|  | Zaraapelta                                             |
|  |                                                        |

|  | Tarchia    |
|  |            |
|  | Zaraapelta |
|  |            |

|  | Talarurus         |
|  |                   |
|  | Nodocephalosaurus |
|  |                   |

|  | Ankylosaurus   |
|  |                |
|  | Anodontosaurus |
|  |                |

|  | Scolosaurus |
|  |             |
|  | Ziapelta    |
|  |             |

|  | Ankylosaurus   |
|  |                |
|  | Anodontosaurus |
|  |                |

|  | Scolosaurus |
|  |             |
|  | Ziapelta    |
|  |             |

|  | Talarurus         |
|  |                   |
|  | Nodocephalosaurus |
|  |                   |

|  | Ankylosaurus   |
|  |                |
|  | Anodontosaurus |
|  |                |

|  | Scolosaurus |
|  |             |
|  | Ziapelta    |
|  |             |

|  | Ankylosaurus   |
|  |                |
|  | Anodontosaurus |
|  |                |

|  | Scolosaurus |
|  |             |
|  | Ziapelta    |
|  |             |

|  | Talarurus         |
|  |                   |
|  | Nodocephalosaurus |
|  |                   |

|  | Ankylosaurus   |
|  |                |
|  | Anodontosaurus |
|  |                |

|  | Scolosaurus |
|  |             |
|  | Ziapelta    |
|  |             |

|  | Ankylosaurus   |
|  |                |
|  | Anodontosaurus |
|  |                |

|  | Scolosaurus |
|  |             |
|  | Ziapelta    |
|  |             |

|  | Talarurus         |
|  |                   |
|  | Nodocephalosaurus |
|  |                   |

|  | Ankylosaurus   |
|  |                |
|  | Anodontosaurus |
|  |                |

|  | Scolosaurus |
|  |             |
|  | Ziapelta    |
|  |             |

|  | Ankylosaurus   |
|  |                |
|  | Anodontosaurus |
|  |                |

|  | Scolosaurus |
|  |             |
|  | Ziapelta    |
|  |             |

|  | Saichania                                              |
|  |                                                        |
|  | \| \| Tarchia \| \| \| \| \| \| Zaraapelta \| \| \| \| |
|  |                                                        |
|  | Tarchia                                                |
|  |                                                        |
|  | Zaraapelta                                             |
|  |                                                        |

|  | Tarchia    |
|  |            |
|  | Zaraapelta |
|  |            |

|  | Talarurus         |
|  |                   |
|  | Nodocephalosaurus |
|  |                   |

|  | Ankylosaurus   |
|  |                |
|  | Anodontosaurus |
|  |                |

|  | Scolosaurus |
|  |             |
|  | Ziapelta    |
|  |             |

|  | Ankylosaurus   |
|  |                |
|  | Anodontosaurus |
|  |                |

|  | Scolosaurus |
|  |             |
|  | Ziapelta    |
|  |             |

|  | Talarurus         |
|  |                   |
|  | Nodocephalosaurus |
|  |                   |

|  | Ankylosaurus   |
|  |                |
|  | Anodontosaurus |
|  |                |

|  | Scolosaurus |
|  |             |
|  | Ziapelta    |
|  |             |

|  | Ankylosaurus   |
|  |                |
|  | Anodontosaurus |
|  |                |

|  | Scolosaurus |
|  |             |
|  | Ziapelta    |
|  |             |

|  | Talarurus         |
|  |                   |
|  | Nodocephalosaurus |
|  |                   |

|  | Ankylosaurus   |
|  |                |
|  | Anodontosaurus |
|  |                |

|  | Scolosaurus |
|  |             |
|  | Ziapelta    |
|  |             |

|  | Ankylosaurus   |
|  |                |
|  | Anodontosaurus |
|  |                |

|  | Scolosaurus |
|  |             |
|  | Ziapelta    |
|  |             |

|  | Talarurus         |
|  |                   |
|  | Nodocephalosaurus |
|  |                   |

|  | Ankylosaurus   |
|  |                |
|  | Anodontosaurus |
|  |                |

|  | Scolosaurus |
|  |             |
|  | Ziapelta    |
|  |             |

|  | Ankylosaurus   |
|  |                |
|  | Anodontosaurus |
|  |                |

|  | Scolosaurus |
|  |             |
|  | Ziapelta    |
|  |             |

|  | Saichania                                              |
|  |                                                        |
|  | \| \| Tarchia \| \| \| \| \| \| Zaraapelta \| \| \| \| |
|  |                                                        |
|  | Tarchia                                                |
|  |                                                        |
|  | Zaraapelta                                             |
|  |                                                        |

|  | Tarchia    |
|  |            |
|  | Zaraapelta |
|  |            |

|  | Talarurus         |
|  |                   |
|  | Nodocephalosaurus |
|  |                   |

|  | Ankylosaurus   |
|  |                |
|  | Anodontosaurus |
|  |                |

|  | Scolosaurus |
|  |             |
|  | Ziapelta    |
|  |             |

|  | Ankylosaurus   |
|  |                |
|  | Anodontosaurus |
|  |                |

|  | Scolosaurus |
|  |             |
|  | Ziapelta    |
|  |             |

|  | Talarurus         |
|  |                   |
|  | Nodocephalosaurus |
|  |                   |

|  | Ankylosaurus   |
|  |                |
|  | Anodontosaurus |
|  |                |

|  | Scolosaurus |
|  |             |
|  | Ziapelta    |
|  |             |

|  | Ankylosaurus   |
|  |                |
|  | Anodontosaurus |
|  |                |

|  | Scolosaurus |
|  |             |
|  | Ziapelta    |
|  |             |

|  | Talarurus         |
|  |                   |
|  | Nodocephalosaurus |
|  |                   |

|  | Ankylosaurus   |
|  |                |
|  | Anodontosaurus |
|  |                |

|  | Scolosaurus |
|  |             |
|  | Ziapelta    |
|  |             |

|  | Ankylosaurus   |
|  |                |
|  | Anodontosaurus |
|  |                |

|  | Scolosaurus |
|  |             |
|  | Ziapelta    |
|  |             |

|  | Talarurus         |
|  |                   |
|  | Nodocephalosaurus |
|  |                   |

|  | Ankylosaurus   |
|  |                |
|  | Anodontosaurus |
|  |                |

|  | Scolosaurus |
|  |             |
|  | Ziapelta    |
|  |             |

|  | Ankylosaurus   |
|  |                |
|  | Anodontosaurus |
|  |                |

|  | Scolosaurus |
|  |             |
|  | Ziapelta    |
|  |             |

|  | Saichania                                              |
|  |                                                        |
|  | \| \| Tarchia \| \| \| \| \| \| Zaraapelta \| \| \| \| |
|  |                                                        |
|  | Tarchia                                                |
|  |                                                        |
|  | Zaraapelta                                             |
|  |                                                        |

|  | Tarchia    |
|  |            |
|  | Zaraapelta |
|  |            |

|  | Talarurus         |
|  |                   |
|  | Nodocephalosaurus |
|  |                   |

|  | Ankylosaurus   |
|  |                |
|  | Anodontosaurus |
|  |                |

|  | Scolosaurus |
|  |             |
|  | Ziapelta    |
|  |             |

|  | Ankylosaurus   |
|  |                |
|  | Anodontosaurus |
|  |                |

|  | Scolosaurus |
|  |             |
|  | Ziapelta    |
|  |             |

|  | Talarurus         |
|  |                   |
|  | Nodocephalosaurus |
|  |                   |

|  | Ankylosaurus   |
|  |                |
|  | Anodontosaurus |
|  |                |

|  | Scolosaurus |
|  |             |
|  | Ziapelta    |
|  |             |

|  | Ankylosaurus   |
|  |                |
|  | Anodontosaurus |
|  |                |

|  | Scolosaurus |
|  |             |
|  | Ziapelta    |
|  |             |

|  | Talarurus         |
|  |                   |
|  | Nodocephalosaurus |
|  |                   |

|  | Ankylosaurus   |
|  |                |
|  | Anodontosaurus |
|  |                |

|  | Scolosaurus |
|  |             |
|  | Ziapelta    |
|  |             |

|  | Ankylosaurus   |
|  |                |
|  | Anodontosaurus |
|  |                |

|  | Scolosaurus |
|  |             |
|  | Ziapelta    |
|  |             |

|  | Talarurus         |
|  |                   |
|  | Nodocephalosaurus |
|  |                   |

|  | Ankylosaurus   |
|  |                |
|  | Anodontosaurus |
|  |                |

|  | Scolosaurus |
|  |             |
|  | Ziapelta    |
|  |             |

|  | Ankylosaurus   |
|  |                |
|  | Anodontosaurus |
|  |                |

|  | Scolosaurus |
|  |             |
|  | Ziapelta    |
|  |             |

|  | Saichania                                              |
|  |                                                        |
|  | \| \| Tarchia \| \| \| \| \| \| Zaraapelta \| \| \| \| |
|  |                                                        |
|  | Tarchia                                                |
|  |                                                        |
|  | Zaraapelta                                             |
|  |                                                        |

|  | Tarchia    |
|  |            |
|  | Zaraapelta |
|  |            |

|  | Talarurus         |
|  |                   |
|  | Nodocephalosaurus |
|  |                   |

|  | Ankylosaurus   |
|  |                |
|  | Anodontosaurus |
|  |                |

|  | Scolosaurus |
|  |             |
|  | Ziapelta    |
|  |             |

|  | Ankylosaurus   |
|  |                |
|  | Anodontosaurus |
|  |                |

|  | Scolosaurus |
|  |             |
|  | Ziapelta    |
|  |             |

|  | Talarurus         |
|  |                   |
|  | Nodocephalosaurus |
|  |                   |

|  | Ankylosaurus   |
|  |                |
|  | Anodontosaurus |
|  |                |

|  | Scolosaurus |
|  |             |
|  | Ziapelta    |
|  |             |

|  | Ankylosaurus   |
|  |                |
|  | Anodontosaurus |
|  |                |

|  | Scolosaurus |
|  |             |
|  | Ziapelta    |
|  |             |

|  | Talarurus         |
|  |                   |
|  | Nodocephalosaurus |
|  |                   |

|  | Ankylosaurus   |
|  |                |
|  | Anodontosaurus |
|  |                |

|  | Scolosaurus |
|  |             |
|  | Ziapelta    |
|  |             |

|  | Ankylosaurus   |
|  |                |
|  | Anodontosaurus |
|  |                |

|  | Scolosaurus |
|  |             |
|  | Ziapelta    |
|  |             |

|  | Talarurus         |
|  |                   |
|  | Nodocephalosaurus |
|  |                   |

|  | Ankylosaurus   |
|  |                |
|  | Anodontosaurus |
|  |                |

|  | Scolosaurus |
|  |             |
|  | Ziapelta    |
|  |             |

|  | Ankylosaurus   |
|  |                |
|  | Anodontosaurus |
|  |                |

|  | Scolosaurus |
|  |             |
|  | Ziapelta    |
|  |             |

|  | Saichania                                              |
|  |                                                        |
|  | \| \| Tarchia \| \| \| \| \| \| Zaraapelta \| \| \| \| |
|  |                                                        |
|  | Tarchia                                                |
|  |                                                        |
|  | Zaraapelta                                             |
|  |                                                        |

|  | Tarchia    |
|  |            |
|  | Zaraapelta |
|  |            |

|  | Talarurus         |
|  |                   |
|  | Nodocephalosaurus |
|  |                   |

|  | Ankylosaurus   |
|  |                |
|  | Anodontosaurus |
|  |                |

|  | Scolosaurus |
|  |             |
|  | Ziapelta    |
|  |             |

|  | Ankylosaurus   |
|  |                |
|  | Anodontosaurus |
|  |                |

|  | Scolosaurus |
|  |             |
|  | Ziapelta    |
|  |             |

|  | Talarurus         |
|  |                   |
|  | Nodocephalosaurus |
|  |                   |

|  | Ankylosaurus   |
|  |                |
|  | Anodontosaurus |
|  |                |

|  | Scolosaurus |
|  |             |
|  | Ziapelta    |
|  |             |

|  | Ankylosaurus   |
|  |                |
|  | Anodontosaurus |
|  |                |

|  | Scolosaurus |
|  |             |
|  | Ziapelta    |
|  |             |

|  | Talarurus         |
|  |                   |
|  | Nodocephalosaurus |
|  |                   |

|  | Ankylosaurus   |
|  |                |
|  | Anodontosaurus |
|  |                |

|  | Scolosaurus |
|  |             |
|  | Ziapelta    |
|  |             |

|  | Ankylosaurus   |
|  |                |
|  | Anodontosaurus |
|  |                |

|  | Scolosaurus |
|  |             |
|  | Ziapelta    |
|  |             |

|  | Talarurus         |
|  |                   |
|  | Nodocephalosaurus |
|  |                   |

|  | Ankylosaurus   |
|  |                |
|  | Anodontosaurus |
|  |                |

|  | Scolosaurus |
|  |             |
|  | Ziapelta    |
|  |             |

|  | Ankylosaurus   |
|  |                |
|  | Anodontosaurus |
|  |                |

|  | Scolosaurus |
|  |             |
|  | Ziapelta    |
|  |             |

## Paleogeografía
La relación entre Nodocephalosaurus y formas asiáticas indica una migración entre Asia y Laramidia. El provincialismo en el sentido de una separación faunística entre las regiones norte y sur de Laramidia no puede deducirse del hecho de que Ziapelta no estaba presente en el hábitat compartido por sus parientes Euoplocephalus, Dyoplosaurus y Scolosaurus ya que proviene de capas más jóvenes que estos animales.